# 大正出版
大正出版株式会社（たいしょうしゅっぱん）は、日本の出版社の一つ。1978年（昭和53年）、大正期に発行された全国の新聞から史料的価値の高い記事を抜粋して年月日順に掲載した、『新聞集録大正史』（中島健蔵監修）などの刊行を皮切りに、主に鉄道や旅行、外交官・杉原千畝に関する書籍を刊行している。2012年（平成24年）5月より、社長で歴史学者の渡辺勝正編集の季刊誌『せんぽ -- The World of Chiune Sugihara』が刊行される。

## 主な出版物
- 杉原幸子『新版 六千人の命のビザ』 1994年 ISBN 978-4811703077

杉原千畝研究三部作
- 渡辺勝正『真相・杉原ビザ』 大正出版、2000年 ISBN 4-8117-0309-X
- 渡辺勝正『決断 命のビザ』 大正出版、2005年 ISBN 4-8117-0308-1
- 渡辺勝正『杉原千畝の悲劇』 大正出版、2006年 ISBN 4-8117-0311-1
  - 『決断 命のビザ』巻末には、千畝自筆の「杉原手記」収録。
- 杉原誠四郎 『杉原千畝と日本外務省』 大正出版 1999年 ISBN 4-8117-0310-3
- 渡辺勝正『山本勘介の謎を解く』2007年 ISBN 978-4811704012
- 須田寬 『東海道新幹線三〇年』1994年 ISBN 9784811704098
- 鉄道探検隊（隊長：吉川文夫）編著『鉄道風景懐古（II）』1999年 ISBN 9784811706283